# Proscopia sajax
Proscopia sajax is een rechtvleugelig insect uit de familie Proscopiidae. De wetenschappelijke naam van deze soort is voor het eerst geldig gepubliceerd in 1869 door Scudder.